# لوح الشطرنج
لوح الشطرنج (بالفارسية: شطرنج باد) فيلم إيراني من تأليف واخراج محمدرضا اصلانی. عرض هذا الفيلم مرة واحدة فقط قبل الثورة الإسلامية في إيران ورافقه استقبال سلبي. ولكن بعد إعادة اكتشافه في عام 2020، تم عرض الفيلم في بلدان مختلفة ولاقى استقبالًا جيدًا.

## الإلهام والأعمال ذات الصلة
استلهم محمدرضا بيوهانس فيرمير كمصدر إلهام للمشاهد النهارية وجورج دي لاتور كمصدر إلهام للمشاهد الليلية. أثار استخدام جورج دو لاتور مصادر الضوء المركزية في لوحاته، بالإضافة إلى رغبته في الحصول على أجزاء من اللوحة إما مقربة أو معرضة، مما أثار اهتمامه. أشار محمدرضا أيضًا إلى نهج باري ليندون في الضوء، لكنه شدد على أنه وكوبريك مخرجان مختلفان لهما مواقف مختلفة. يتضمن فيلم لوح الشطرنج تظليل أفلام يذكرنا ببعض الأفلام الصامتة.

## إعادة اكتشاف
تم افتراض أن السلبيات الأصلية مفقودة، ولكن أعاد اولاد المخرج اكتشافها في متجر انتيكات في عام 2015. كان الاستقبال إيجابيًا بعد عرض فيلم بعد ترميمه في عام 2020. وقال روبن بيكر، أمين المحفوظات الوطنية في BFI، إنه سيؤثر على المرجعية الأدبية الغربية. وأشاد بيكر بـ «طموحها»، ووجدها «صادمًا» وفريدًا من حيث السينما والثقافة الإيرانية.
اعتبارًا من عام 2021 ، تمتلك شركة Janus Films حقوق توزيع الفيلم في أمريكا الشمالية.